# Marisa Madieri
Marisa Madieri (Fiume 1938 - Trieste 1996) fue una escritora italiana representante del Éxodo istriano-dálmata.

## Vida
Nacida en 1938 en la entonces ciudad italiana de Fiume, que después de la Segunda Guerra Mundial pasó a pertenecer a Yugoslavia. Marisa Madieri abandonó a los siete años su ciudad natal Fiume-ahora llamada Rijeka- y terminada la guerra se trasladó junto a su familia (que optó por mantenerse italiana) a un campo de refugiados de Trieste, ciudad en la que vivió toda su vida.

Al final de la Segunda Guerra Mundial territorios hasta entonces italianos como Istria y Fiume pasan a pertenecer a Yugoslavia, lo que provoca un éxodo masivo de alrededor de trescientos mil italianos que lo pierden todo y que viven durante años un amargo exilio en campos de refugiados, como es el caso de Madieri, que vivió en el campo del Silos de Trieste, un antiguo almacén de trigo. Toda esta experiencia de infancia en su tierra natal y posterior abandono se ve reflejada en el relato autobiográfico “Verde agua”, la obra más importante de la autora, en la que repasa no solo su pasado personal sino el de su familia así como momentos del presente, creando un retrato fascinante, tierno y emotivo. Es también autora de la fábula “El claro del bosque” así como de otros relatos breves. 

En vida sólo publicó dos obras, Verde Agua (1987) y la fábula El claro del bosque (1992). Una tercera obra, La conchilla y otros cuentos (1998), fue publicada póstumamente. Sus obras reflejan su amor por la ciudad donde nació y toda la problemática de los exiliados italianos. 
Fue esposa del también escritor triestino Claudio Magris (Trieste, 1939). Murió de cáncer a los 58 años de edad.

## Obra
- Verde Agua (Verde acqua) (1987). Publicado en español por la Editorial Minúscula, 2009

- El claro del bosque (La radura) (1992). Publicado en español por la Editorial Minúscula, 2002.